# Symbian platform
Symbian platform (シンビアン・プラットフォーム) は、ノキアによって開発・管理されているスマートフォン向けに設計されたオープンソースのオペレーティングシステム (OS) およびソフトウェア・プラットフォームである。2009年初頭まで英国シンビアンが開発していたSymbian OSの後継とされ、2010年2月から2010年12月までシンビアンファウンデーションからオープンソースコードとしてリリースされていた。　シンビアンファウンデーションのWEBサイトは2010年12月に閉鎖され、過去のソースコードやドキュメントをダウンロードすることはできなくなった。今後のオープンソースコードについてはノキアからリリースされる予定。

## 歴史
ノキア、NTTドコモ、ソニー・エリクソン・モバイルコミュニケーションズ、シンビアンのコントリビューションによりSymbian OSの資産はその核であるS60のプラットフォームおよびUIQと MOAP (S)のユーザーインターフェイスの一部を含んだソフトウェア資産であるシンビアンプラットフォームに統合された。2009年4月にシンビアン・ファウンデーションの正式な発足により、シンビアン・ファウンデーションが率いるコミュニティ活動によって普及活動が2010年9月まで行われた。　シンビアン・ファウンデーションではコミュニティによる開発モデルを採用していたが、ノキアが事実上の開発会社であった。
シンビアン・ファウンデーションは、2008年6月に最初に発表された。その目的は、OSIの下で、なおかつFSFが承認したEclipse Public License (EPL)の下でシンビアンプラットフォーム全体のソースを公開することだった。ただし、Symbian OS 内のコンポーネントの一部が第三者からライセンスされていたのでそれらのコンポーネントは EPL で完全なオープンソースとしてリリースができなくなった。その代わりに当初のオープンソースには多くの使用制限のあるシンビアンファウンデーションライセンス (SFL)で公開され、シンビアンファウンデーションの会員企業でのみで使用できることになっていた。
シンビアン・ファウンデーションはシンビアンプラットフォームをEPL下のオープンソースとして 2010年2月4日にリリースの完了を発表したが、シンビアン・ファウンデーションによるオープンソースコードの配布などのコミュニティ活動は2010年12月に終了した。シンビアンファウンデーション解散後はノキア・シンビアン・ライセンス(NSL)にてノキアから日本のOEM向けに限り公開している。

## アーキテクチャー

### シンビアンファウンデーションで行われていたコミュニティによる開発モデル
シンビアンファウンデーションで行われていたコミュニティによる開発モデルでは、シンビアンプラットフォームはテクノロジー・ドメイン とそれぞれのソフトウェア パッケージ で構成されていた。各テクノロジードメインは独自のロードマップがあり、シンビアンファウンデーションはこれら技術ドメインのロードマップを管理する機能があったが、開発機能は持っていなかった。
Symbian^3におけるコントリビューションの98%はノキアからで出されており、ノキア以外のコントリビューションの大多数はバグ修正を行っていた。
それぞれのパッケージはパッケージオーナーによって所有され、原則としてシンビアンファウンデーションの組織メンバーから指名された個人がパッケージオーナーとなり、パッケージオーナーはシンビアンファウンデーションの幅広いコミュニティからコードの貢献を受け取り、パッケージの責任を持つ開発モデルを構築しようとしたが、実際にはすべてのパッケージのオーナーはノキアであった。

### シンビアン・カーネル
シンビアンはマイクロカーネルアーキテクチャで最低限必要な堅牢性、可用性、応答性を最大限にカーネルに内蔵していることを意味している。スケジューラ、メモリ管理、デバイスドライバが含まれているが、ネットワーク、テレフォニーおよびファイルシステムのサポートのような他のサービスはOSサービスまたは情報サービスレイヤーに配置される。カーネルは真のマイクロ カーネルではないデバイスドライバが含まれることを意味する。EKA2リアルタイムカーネルには、ナノカーネルと呼ばれるされている最も基本的なプリミティブのみが含まれており、他の抽象化を実装するには、拡張のカーネルが必要である。

## シンビアンプラットフォームのバージョン
Symbian^1 - 最初のリリース作。シンビアンプラットフォームの基礎となるバージョンで、Symbian OS と S60第5版(Symbian OS 9.4上に構築されている)が組み込まれている。オープンソースとしては公開されない。
Symbian^2 - シンビアンの最初のロイヤリティ不要バージョン一部はEPLとして公開されたが、大多数のソースコードはSFLのライセンスで公開され、それらはシンビアンファウンデーションのメンバー会社のみが利用可能だった。発表当時は利用する端末デバイスは無かった。ノキアはSymbian^2の多くの機能（運動スクロールやウィジェットの homescreen を含む）をSymbian^1にバックポートする事を行い、それらをソフトウエアアップデートとして提供した。
Symbian^3  - 2010年の2月15日に発表された。これは、シンビアンの最初の完全なオープンソースのバージョンであり、それ以前のバージョンの完全なリリースの完了後のコードベースである。 Symbian^3 のリリースでは HDMIサポート、新しい2Dと3Dグラフィックアーキテクチャ、および UI の改善などの新機能が導入された。ただし、Symbian OSが持っていた機能の一部は今も第三者が所有するので、それらはSymbian^3のリリースから外され、利用については個別にライセンスをもつ企業と契約する必要がある。
Symbian^4 - 2011年上半期にリリースされると発表されていた。Symbian^4は、Qtを含む全く新しいユーザー体験を提供する予定であったが、2010年10月に中止された。　Qtを含む今後の機能拡張はSymbian^3の拡張として行われる。
Nokiaは今後はSymbian^3やSymbian^4というバージョン番号を使用しないという事を2010年10月21日に発表した。
シンビアンプラットフォームのオープンソース版を実行する最初の携帯電話ではSymbian^3で、2010年に出荷されたNokia N8である。

## シンビアンプラットフォームベースのデバイス
シンビアン・プラットフォームを搭載した主なデバイスを以下に示す。
| シンビアンプラットフォームのバージョン | デバイス |
| -------------------------------------- | --- |
| Symbian^1 (S60 5th Edition に相当)     | - Nokia 5800 XpressMusic - Nokia 5530 XpressMusic - Nokia 5230 - Nokia N97 - Nokia N97 mini - Nokia X6 - Sony Ericsson Satio - Sony Ericsson Vivaz - Sony Ericsson Vivaz Pro - Samsung i8910 |
| Symbian^2                              | - 富士通 F-10B - 富士通 F-08B - 富士通 F-07B - 富士通 F-06B - シャープ SH-07B - 富士通 らくらくホン7                                                                                         |
| Symbian^3                              | Nokia N8 |
| Symbian^4                              | 開発中止 |